# Picus gaudryi
Picus gaudryi — вид викопних птахів ряду дятлоподібних (Piciformes). Вид існував у міоцені. Скам'янілі рештки знайдені на території Франції. Голотип складається з стегна та кістки tibiotarsus. Спочатку автор відніс вид до роду дятел (Picus), проте подальші дослідження показали, що залишки не характерні для дятлових.